# District de Shiranuka

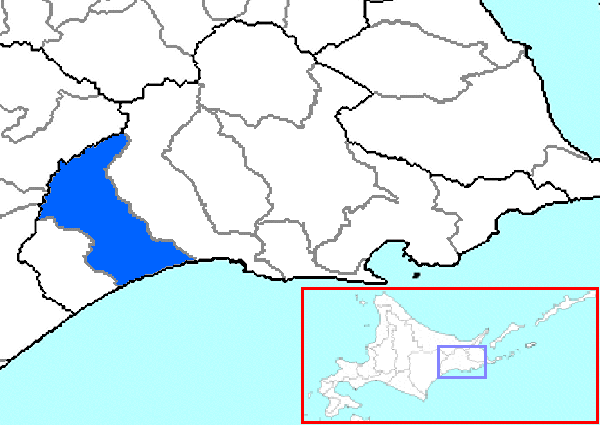
Emplacement du district de Shiranuka dans la sous-préfecture de Kushiro.

Le district de Shiranuka (白糠郡, Shiranuka-gun) est un district de la sous-préfecture de Kushiro, sur l'île de Hokkaidō, au Japon.

## Géographie

### Démographie
En 2015, la population du district de Shiranuka était estimée à 8 555 habitants répartis sur superficie de 773,53 km2 (densité de population de 11 hab./km2).

### Divisions administratives
Le district de Shiranuka est constitué d'un unique bourg : Shiranuka.